# الإجهاض في كوريا الجنوبية

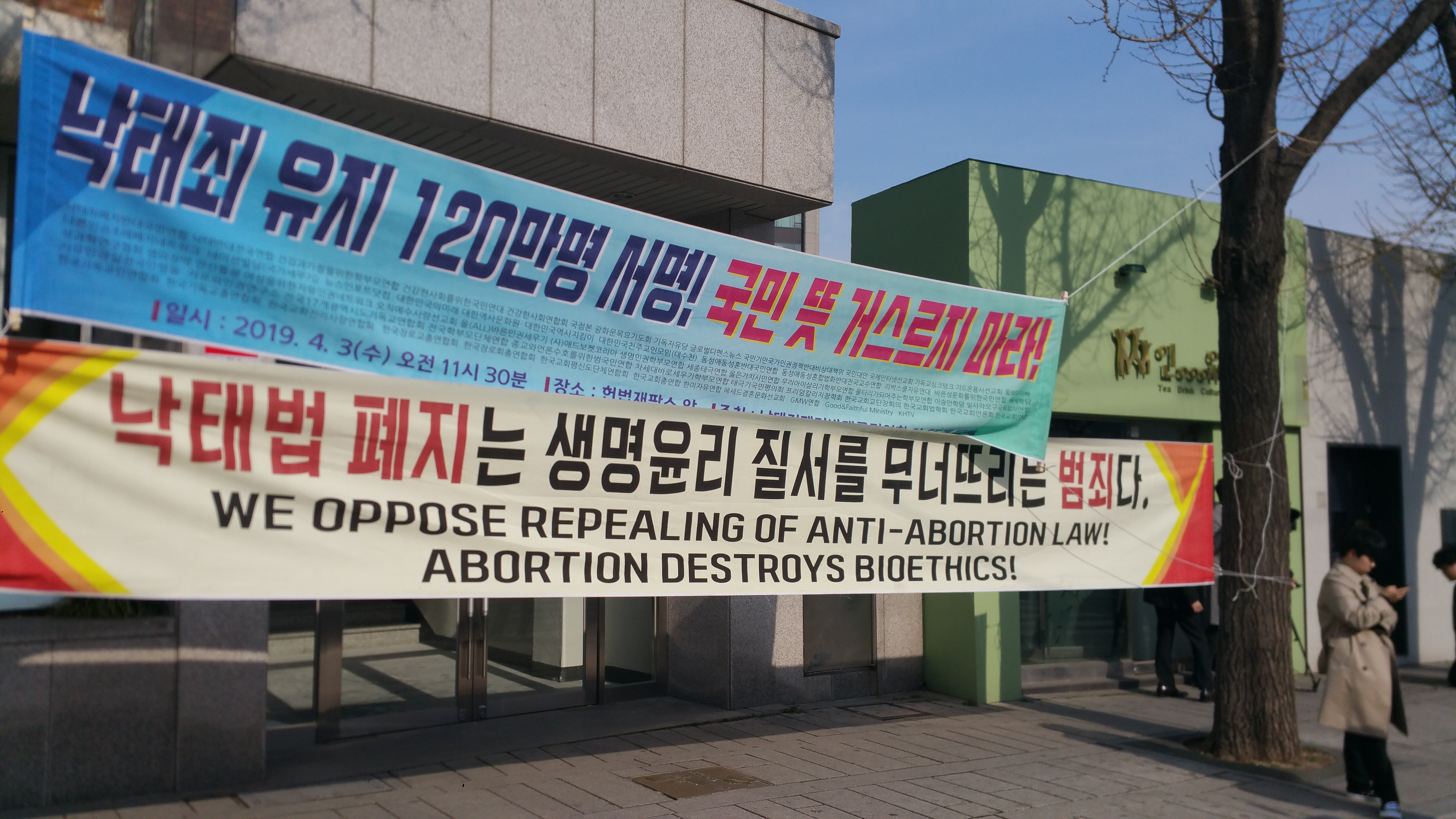

الإجهاض في كوريا الجنوبية غير قانوني في معظم الأحوال، ولكن عمليات الإجهاض غير القانونية منتشرة على نطاق واسع وعادة ما تتم في المستشفيات والعيادات. حكمت المحكمة الدستورية في كوريا الجنوبية في 11 أبريل 2019 بعدم دستورية حظر الإجهاض وأمرت بتعديل القانون بنهاية عام 2020.
الإجهاض الانتقائي حسب نوع الجنس، الذي يعزى إلى التفضيل الثقافي للأبناء، واسع الانتشار. وعلى الرغم من تنقيح القانون الطبي لعام 1987 الذي يحظر على الأطباء استخدام الاختبار قبل الولادة للكشف عن جنس الطفل، فإن نسبة الذكور إلى البنات عند الولادة استمرت في الارتفاع خلال التسعينات. وقد حكمت المحكمة الدستورية في عام 2008 بعدم دستورية قانون عام 1987.

## خلفية تاريخية
تجرم حكومة كوريا الجنوبية الإجهاض في القانون الجنائي لعام 1953 في جميع الظروف، وقد عدل القانون بقانون صحة الأم والطفل لعام 1973 ليسمح للطبيب بالإجهاض إذا كانت المرأة الحامل أو زوجها يعانيان من أمراض وراثية أو معدية معينة، أو إذا كان الحمل ناتجًا عن الاغتصاب أو زنا المحارم، أو إذا كان استمرار الحمل يعرض صحة المرأة للخطر. ويمكن معاقبة أي طبيب انتهك القانون بالسجن لمدة سنتين. ويمكن أن يعاقب الإجهاض الذاتي بالغرامة أو السجن.
لم يتم فرض قانون الإجهاض بقوة، وخاصة أثناء الحملات الرامية إلى خفض معدل الخصوبة المرتفع في كوريا الجنوبية في سبعينيات وثمانينيات القرن العشرين. ومع انخفاض معدل الخصوبة في العقد الأول من القرن الحادي والعشرين، حولت الحكومة والمدافعون عن مكافحة الإجهاض اهتمامهم إلى عمليات الإجهاض غير القانونية، وعززت الحكومة إنفاذ قانون الإجهاض ردا على ذلك.
اكتسب النقاش بشأن مستقبل تنظيم الإجهاض في كوريا الجنوبية ثقلا كبيرا سواءً في غرف الدردشة على شبكة الإنترنت أو المكاتب الحكومية. فإلى أن جاء حكم كوريا الجنوبية الأخير الذي أعلن أن قوانين مكافحة الإجهاض غير دستورية، كان المعسكر المناهض للإجهاض في كوريا الجنوبية يدعو في الأساس إلى إتخاذ إجراءات صارمة عامة ضد الإجهاض.
في عام 2009، اتخذ المشرعون خطوة صغيرة نحو قمع الإجهاض في كوريا الجنوبية من خلال «إزالة بعض الأمراض من القائمة المبررة لاستخدام الإجهاض القانوني وإعادة النظر في الموعد النهائي للإجهاض القانوني إلى أربعة وعشرين أسبوعا من الحمل بدلا من ثمانية وعشرين أسبوعا.»
وكانت الجهات السياسية الفاعلة الرئيسية في كوريا الجنوبية مسؤولة عن شن حملات مكثفة ضد الإجهاض. وقال وزير الصحة والرعاية الاجتماعية وشؤون الأسرة جون جاي هي «حتى لو لم تكن الحكومة تنوي محاسبة أي شخص عن عمليات الإجهاض غير القانونية في الماضي، يجب أن تقوم بملاحقتها من الآن فصاعدا». وبالمثل، قال العضو الجمهوري تشانغ يون - سوك، من الحزب الوطني الكبير «إن أهم شيء سيكون أن يفهم الأطباء أن الإجهاض جريمة خطيرة».
في يناير 2010، قرر الرئيس لي ميونج باك أن الوقت قد حان لبدء مناقشة تعديل قانون صحة الأم والطفل وعقد جلسات استماع عامة. وقد شجع هذا، إلى جانب الرأي العام المتحول، الحكومة على البدء في حملة عامة للحد من عمليات الإجهاض، والتي شملت ملصقات مترو الأنفاق تقول: «مع الإجهاض، تجهض المستقبل».
لم يُناقش موضوع الإجهاض قط كقضية لحقوق الإنسان في كوريا الجنوبية. ولاحظت اللجنة الوطنية لحقوق الإنسان، وهي مؤسسة وطنية للدفاع عن حقوق الإنسان منذ تأسيسها في عام 2002، أن مسألة الإجهاض «مسألة مثيرة للجدل في قسم» الحق في الحياة«من خطة العمل الوطنية لعام 2007».
وإلى جانب اللجنة الوطنية لحقوق الإنسان، تجاهلت هذه المسألة المجموعاتُ الرئيسية غير الحكومية المعنية بالدفاع عن حقوق الإنسان، مثل المحامين من أجل مجتمع ديمقراطي والجمعية الشعبية للديمقراطية القائمة على المشاركة.
وفي وقت لاحق ظهر أطباء التوليد كصوت قوي للمشاعر المناهضة للإجهاض في كوريا باعتبارها نتاجًا لعوامل أخلاقية.
وقد ركزت معظم المناقشات التي تلت ذلك على ما إذا كان على الحكومة اتخاذ إجراءات صارمة ضد عمليات الإجهاض غير القانوني، وما إذا كان ينبغي تعديل القانون. في سبتمبر 2017، قدم النشطاء عريضة على موقع مون جاي إن، رئيس كوريا الجنوبية، طالبوا فيها الحكومة بتعديل القانون من خلال السماح ببيع حبوب منع الإجهاض. وفي نوفمبر2017، أعلن مكتب الرئيس ردا على ذلك أن الحكومة ستعيد النظر في قانون الإجهاض. في عام 2018، نظرت المحكمة الدستورية في قضية طعنت في دستورية قانون الإجهاض. حكمت المحكمة الدستورية في 11 أبريل 2019 بعدم دستورية قانون الإجهاض وأمرت بتنقيح القانون بنهاية عام 2020.

## التشريعات والقوانين

### القانون الجنائي الكوري (1953)
أصبح الإجهاض في كوريا الجنوبية غير قانوني منذ إدخال القانون الجنائي الكوري (المعروف أيضا باسم قانون العقوبات في كوريا الجنوبية) في عام 1953، لا سيما بسبب المادتين 269 و 270 من القانون الجنائي. وتحظر المادة 269 حالات الإجهاض الذاتي التي تقوم بها المرأة الحامل نفسها وعمليات الإجهاض التي يقوم بها العاملون في المجال الطبي بناء على طلب المرأة الحامل أو موافقتها، وتنص على فرض عقوبة جنائية على كل حالة. وكذلك، تحظر المادة 270 على وجه التحديد عاملي الطب أو الأطباء المرخص لهم أو غيرهم من المهنيين الطبيين إجراء عمليات الإجهاض، حتى بناء على طلب المرأة الحامل أو موافقتها. وتتفاوت العقوبة الجنائية من السجن لمدة سنة واحدة أو غرامة قدرها مليوني ون (نحو 1750 دولارا) إذا كان الإجهاض ذاتيا من قبل المرأة الحامل نفسها، والسجن لمدة 10 سنوات إذا قام بالإجهاض ممارسون طبيون، مع أو بدون طلب أو موافقة المرأة الحامل، ما يؤدي إلى وفاة المرأة. وبصفة عامة، تكون العقوبات الجنائية المفروضة على المهنيين الطبيين الذين يقومون بعمليات الإجهاض أصرم بكثير من المفروضة على الحوامل. وبالإضافة إلى ذلك، إذا كان الطبيب متورطا في الإجهاض، فإن رخصة الطبيب ستوقف لمدة أقصاها 7 سنوات.
بدأ العمل بالقانون الجنائي الكوري في عام 1953، وهو العام الذي انتهت فيه الحرب الكورية. وشملت ظروف ما بعد الحرب انخفاضًا حادًا في عدد السكان وعدم استقرار اجتماعي عام. وتشير العديد من التفسيرات التي تتبع تاريخ المادة 269 والمادة 270 والغرض التشريعي منها إلى أن الحكمين مصممان لمعالجة ظروف ما بعد الحرب الكورية من خلال تعزيز حرمة الأرواح والنمو السكاني.

### قانون صحة الأم والطفل (1973)
ينص قانون صحة الأم والطفل، الذي صدر في عام 1973، على خمسة ظروف خاصة يسمح فيها بالإجهاض قانونيا:
1. عندما يكون لدى المرأة الحامل أو زوجها أي عجز أو مرض جيني أو معوق؛
2. عندما تصاب المرأة الحامل أو زوجها بأي مرض معد؛
3. عندما يكون الحمل نتيجة للاغتصاب أو شبه الاغتصاب؛
4. وعندما يحدث الحمل بين شخصين غير قادرين قانونًا على الزواج (مثل أقارب الدم في علاقات محفوفة بالمخاطر)؛
5. عندما يمكن أن يضر استمرار الحمل بصحة المرأة الحامل.[15]

بيد أن هناك عدة أسباب قد تجعل تطبيق قانون صحة الأم والطفل ضيقا في الحالات العملية. أولا، في بعض الحالات، قضت المحكمة العليا بأن الإجهاض يعتبر غير قانوني إذا تم تشخيص إصابة الجنين بمتلازمة داون. وثانيا، فيما يتعلق بالحالة الثالثة (عندما يكون الحمل نتيجة للاغتصاب أو شبه الاغتصاب)، فإن الوصم المرتبط بالاغتصاب قد يمنع النساء الحوامل في كوريا الجنوبية من السعي علنا إلى الحصول على تشريع بشأن إجهاضهن، ولمفهوم الاغتصاب القانوني معنى محدود يمكن أن يؤدي إلى رفض حالات كثيرة. وعلاوة على ذلك، يشترط قانون صحة الأم والطفل موافقة الزوج على أن تحصل المرأة الحامل على إجهاض قانوني استنادا إلى هذه الظروف، ما قد يؤدي إلى مضاعفات عملية بالنسبة للمرأة للحصول على الإجهاض القانوني. والحالة الخامسة (حيث يمكن أن يؤدي إستمرار الحمل إلى الإضرار بصحة المرأة الحامل) تضيق «الضرر» الذي يلحق بالحمل لمجرد الإضرار بصحة المرأة، متجاهلة الأسباب الاجتماعية - الاقتصادية الممكنة التي قد تسعى المرأة الحامل إلى الإجهاض بسببها. شهدت كوريا الجنوبية تنمية اقتصادية واجتماعية سريعة في الثمانينات، انخفضت خلالها معدلات المواليد انخفاضًا كبيرًا. بدأ العديد من الناس في كوريا الجنوبية في تحديد جنس الجنين بمساعدة تكنولوجيا التشخيص، الأمر الذي أدى إلى قتل الإناث.
وفي عام 1994، نقح قانون الخدمة الطبية الكوري ليفرض عقوبات جنائية على المهن الطبية. ويمكن معاقبة المهنيين الطبيين الذين يكشفون عن جنس الجنين بالسجن لمدة أقصاها 3 سنوات أو بغرامة قدرها 10 ملايين ون (نحو 8450 دولارا). تغيرت نسبة الجنس في كوريا الجنوبية عند الولادة (بين ذكور وإناث) من 1.14 (114 ذكرًا عند الولادة لكل 100 فتاة) في عام 1986 إلى 1.07 (107 ولد عند الولادة لكل 100 فتاة) في عام 2016، ما يشير إلى انخفاض تفضيل الذكور.

### حكم المحكمة الدستورية بعدم تجريم الإجهاض (11 أبريل 2019)
منذ عام 2016، اكتسبت الحركة الرامية إلى تجريم الإجهاض في كوريا الجنوبية زخما متزايدا. وفي عام 2017، استخدم التماس وقعه أكثر من 235 ألف شخص للدعوة إلى إلغاء تجريم الإجهاض برفع حظر الإجهاض. وفي أواخر عام 2018، أظهر استطلاع للرأي أجراه معهد كوريا للصحة والشؤون الاجتماعية أن 75 في المئة من النساء ممن تتراوح أعمارهن بين 15 و44 سنة اعتقدن أن قانون الإجهاض غير عادل ويردن تنقيحه. من بين المستطلعات، ذكرت 20 في المائة من النساء أنهن قمن بالإجهاض رغم أنه غير قانوني في كوريا الجنوبية.
في 11 أبريل 2019، قرر سبعة من أصل تسعة قضاة في المحكمة الدستورية في كوريا الجنوبية أن تجريم الإجهاض في كوريا الجنوبية غير دستوري. وقد منحت المحكمة المشرعين الوقت حتى 31 ديسمبر 2020 لمراجعة القوانين حتى يتم تطبيق أحكام القانون الجنائي الكوري. وإذا لم يتمكن المشرعون من تعديل قانون الإجهاض بنجاح قبل هذا الموعد النهائي، فإن أحكام القانون الجنائي الكوري التي تجرم الإجهاض في كوريا الجنوبية سوف تصبح باطلة ولاغية.

### قانون الخدمة الطبية الكورية (التنقيحات في عامي 1987 و 1994)
يحظر تعديل قانون الخدمة الطبية الكورية في عام 1987 على الممارسين الطبيين فحص أو المساعدة في فحص الحوامل لتحديد جنس الجنين. وعلاوة على ذلك، يحظر على مقدم الرعاية الطبية أن يكشف عن جنس الجنين للمرأة الحامل أو لأفرادها أو لعائلتها أو أي شخص آخر أثناء الحمل. ومع أن هذا الحكم لا يذكر صراحة الإجهاض، فإنه قد يحظر الإجهاض الذاتي الانتقائي بسبب الجنس الذي يعزى إلى حد كبير إلى تفضيل الأطفال الذكور في كوريا الجنوبية.

## معدل الإجهاض
استناداً على دراسة استقصائية أجريت في عام 2005 شملت 25 مستشفى و 176 عيادة خاصة، قدرت إحدى الدراسات أن342,433  عملية إجهاض ذاتية أجريت في ذلك العام (نحو 330 ألف منها غير قانونية)، ما يعني أن معدل الإجهاض يبلغ 29.8 حالة إجهاض لكل 1000 امرأة تتراوح أعمارهن بين 15 و 44. وكان المعدل أعلى بين النساء غير المتزوجات منه بين النساء المتزوجات، حيث قدرت وزارة الصحة والرعاية الاجتماعية أن عدد حالات الإجهاض الذاتي التي أجريت في عام 2010 بلغ 169 ألف حالة. ويقدر باحثون آخرون، بما في ذلك بارك ميونغ - باي من جامعة باي تشاي، أنه قد يكون هناك ما يصل إلى 500 ألف أو مليون عملية إجهاض في السنة.
وفي الآونة الأخيرة، قدر أن عدد حالات الإجهاض التي تجرى سنويا انخفض إلى 50 ألف حالة في عام 2017.